# Józef Yuan Zaide
Św. Józef Yuan Zaide (chiń. 袁在德若瑟) (ur. 1766 r. w Peng, Syczuan, w Chinach  – zm. 24 czerwca 1817 r. w Chengdu) – święty Kościoła katolickiego, chiński ksiądz, męczennik. 

## Życiorys
Józef Yuan Zaide był najmłodszym z piątki dzieci katolickich rodziców. W 1782 r. wstąpił do seminarium. Po 10 latach rektor wysłał go do biskupa Dufresse. W 1795 r. przyjął święcenia kapłańskie. Następnie wysłano go do pracy w północno-zachodniej części prowincji Syczuan. Pewnego dnia jedna z kobiet, spośród jego wiernych, zdradziła męża. Ojciec Józef Yuan ostro ją napomniał. Ona poczuła się bardzo upokorzona i postanowiła się zemścić. Dowiedziwszy się, że Józef Yuan udał się na misje do Hezhou, przekazała potajemnie tę informację lokalnym władzom. 9 lipca 1816 r. Józef Yuan Zaide został aresztowany razem z grupą chrześcijan. Podczas uwięzienia torturowano go, by wyrzekł się wiary, ale nie udało się go złamać. Został stracony przez uduszenie 24 czerwca 1817 r. 

## Dzień wspomnienia
- 24 czerwca
- 9 lipca w grupie 120 męczenników chińskich

## Proces beatyfikacyjny i kanonizacyjny
Został  beatyfikowany 27 maja 1900 r. przez Leona XIII. Kanonizowany w grupie 120 męczenników chińskich 1 października 2000 r. przez Jana Pawła II.